# Emily Brontë
Emily Jane Brontë, angleška pesnica in pisateljica, * 30. julij 1818, † 19. december 1848.
Njeno najbolj znano delo je roman Viharni vrh, ki velja za klasiko angleške literature. Emily je bila druga najstarejša od treh preživelih sester Brontë, med Charlotte in Anne. Svoja dela je objavljala pod psevdonimom Ellis Bell.

## Življenje
Emily Brontë se je rodila v Thorntonu, blizu Bradforda in Yorkshira. Bila je mlajša sestra Charlotte Brontë in peta po vrsti od šestih otrok. Leta 1824 se je družina Brontë preselila v Haworth, kjer je Emilyjin oče deloval kot duhovnik. Iz tega obdobja je ohranjenih le malo njenih del, z izjemo nekaterih pesmi (The Brontës' Web of Childhood).
Leta 1838 je Emily začela delati kot vzgojiteljica v dekliški akademiji Miss Patchett v Law Hill School blizu Halifaxa. Zaradi domotožja je delo po 6 mesecih opustila. Kasneje je s sestro Charlotte poskušala odpreti šolo doma, ampak jima ni uspelo pridobiti zadostnega števila učencev. 
Ko je Charlotte odkrila Emilyjin talent za poezijo, so sestre leta 1846 skupaj izdale pesniško zbirko Poems by Currer, Ellis, and Acton Bell. Da bi se izognile takratnim predsodkom do ženskih pisateljic, so uporabljale psevdonime. Carlotte je bila Currer Bell, Anne Acton Bell in Emily Ellis Bell.  
Emily Brontë je leta 1847 izdala svoj prvi in edini roman: Viharni vrh. Njegova nenavadna zgradba je osupnila številne kritike. Čeprav je bil roman ob izidu deležen mešanih kritik je sčasoma postal klasika angleške literature. Leta 1850 je Charlotte uredila in izdala sestrin roman pod njenim pravim imenom.
Emiliyjino zdravje nikoli ni bilo preveč dobro, ko pa se je na bratovem pogrebu prehladila, se je sprva preprost prehlad razvil v tuberkulozo. Zavračala je medicinsko pomoč in umrla 19. decembra 1848. Pokopana je v družinski grobnici v Haworthu.